# Tadarida insignis
Tadarida insignis es una especie de murciélago de la familia Molossidae.

## Distribución geográfica
Se encuentra en China, Taiwán, Corea y Japón.